# Aulonemia robusta
Aulonemia robusta är en gräsart som beskrevs av Lynn G. Clark och Ximena Londoño. Aulonemia robusta ingår i släktet Aulonemia och familjen gräs. Inga underarter finns listade i Catalogue of Life.